# Ferrari 458 Spider

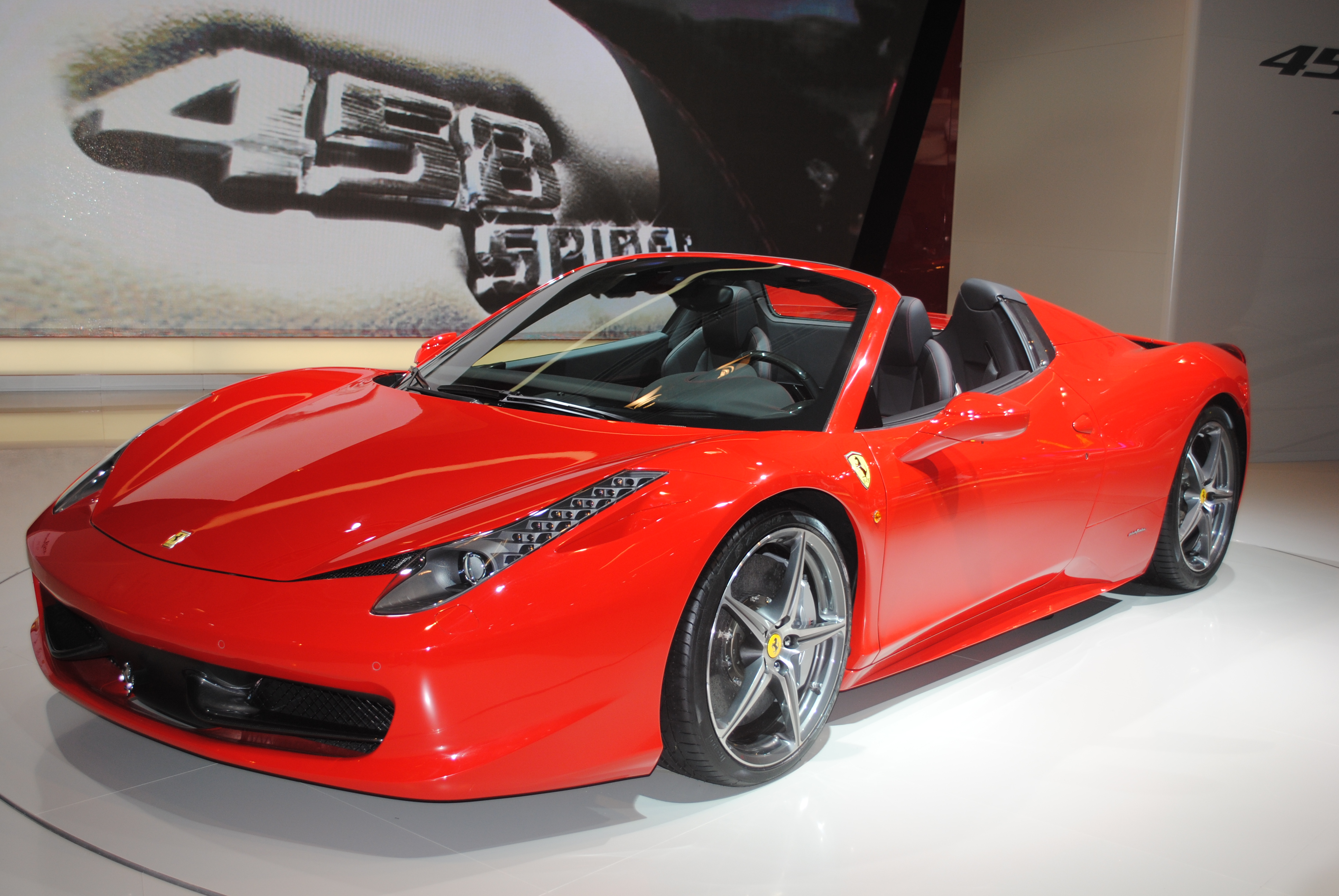
Ferrari 458 Spider

Ferrari 458 Spider är den senaste modellen från Maranello. Den är väldigt lik Ferrari 458 Italia, förutom att det är en cabriolet. Taket är gjort av aliminium istället för tyg, vilket sparar vikt. Bilen väger bara 25 kilo mer än coupén. Den går från 0-100 km/h på 3,4 sekunder vilket bara är 0,1 sekunder långsammare än coupén. Toppfarten är 325 km/h. Den har en V8-motor på 4,5 liter och 570 hästkrafter.